# منطقة سيرشيب
سيرشيب رمزها «SE» (بالإنجليزية: Serchhip)‏ ، هو تقسيم إداري لدولة الهند تتبع ولاية ميزورام (بالإنجليزية: Mizoram)‏ ، مركزها هو مدينة سيرشيب (بالإنجليزية: Serchhip)‏ عدد سكانها حسب تعداد سنة 2001 هو 55,539 ، مساحتها 1,424 كم² وكثافة السكان 39 لكل كم² .